# Франц Антон фон Андлау
Франц Антон Евзебиус Карл Гервазиус Георг фон Андлау (на немски: Franz Anton Eusebius Karl Gervasius Georg Freiherr von Andlau; * 19 юни 1727 в Арлесхайм, Базел Ландшафт в Швейцария; † 25 ноември 1792 във Фрайбург) е фрайхер от род Андлау в Елзас/Гранд Ест, фогт на Бирзек в кантон Базел Ландшафт на княжеското епископство Базел, дворцов съветник, господар на Роншамп в Бургундия-Франш Конте.
Той е вторият син на фрайхер Йохан Георг Баптист фон Андлау (1682 – 1746) и съпругата му Анна Мария Катарина фон Волхаузен (1692 – 1746), дъщеря на трушес Франц Лудвиг фон Волхаузен (1663 – 1694) и Мария Франциска Урсула фон Андлау (1667 – 1743), дъщеря на Георг Кристоф фон Андлау-Белинген († 1689) и Мария Франциска Салома фон Баден († 1707). По-големият му брат е нежененият фрайхер Зигизмунд Йозеф Якоб фон Андлау-Бирзек (1718 – 1788).
Франц Антон фон Андлау е дворцов кавалер в княжеското епископство Базел, 1755 г. дворцов съветник, 1758 администратор на фогтая Елзгау, 1782 г. таен съветник, 1763 – 1792 г. последният главен фогт на господството Бирзек. Като хауптман на френска служба той съставя 1758 г. нова швейцарска компания, чийто собственик е.
Франц Антон фон Андлау умира на ок. 65 години на 25 ноември 1792 г. във Фрайбург в Брайзгау.

## Фамилия
Франц Антон фон Андлау се жени на 21 август 1758 г. в Прунтрут за Анна Балбина Конрадина фон Щаал цу Зулц и Бубендорф (* 1 април 1736, Прунтрут; † 25 ноември 1798, Фрайург в Брайзгау), дъщеря на Йохан Конрад Франц Якоб фон Щаал цу Зулц и Бубендорф и Мария Йохана Зигизмунда фон Лигертц. Те имат един син:
- Конрад Карл Фридрих фон Андлау-Бирзек (* 1766, Арлесхайм; † 25 октомври 1839, Фрайбург), фрайхер, 1810 г. държавен министър на Баден, женен на 26 ноември 1798 г. във Фрайбург за фрайин Мария София Хелена Валпурга фон Шакмин от Лотарингия (* 11 март 1779, Фрайбург; † 3 април 1830, Фрайбург); имат четири деца